# Liste der Reichstagsabgeordneten im Nationalsozialismus (2. Wahlperiode)
Die zweite Wahlperiode wurde zunächst als neunte Wahlperiode des Reichstages gezählt.
Mit dem § 1 des Gesetzes gegen die Neubildung von Parteien vom 14. Juli 1933 wurde die NSDAP zur einzigen in Deutschland bestehenden Partei erklärt. Demzufolge bestand in dem am 12. November 1933 „gewählten“ Reichstag nur die Fraktion der NSDAP. Mitglieder des Reichstages, die nicht der NSDAP angehörten, wurden als Gäste der NSDAP-Fraktion geführt.
Insgesamt wurden laut offiziellem Wahlergebnis über 43 Millionen Stimmen abgegeben, davon 92,1 % für die Listen der NSDAP. Der Reichstag hatte damit 661 Mitglieder.
Der Reichstag trat nur zu sieben Sitzungen zusammen.

## Präsidium
- Präsident des Reichstages: Hermann Göring
- Erster Stellvertreter: Hanns Kerrl
- Zweiter Stellvertreter: Hermann Esser
- Dritter Stellvertreter: Emil Georg von Stauß

 Das Präsidium wurde auf der ersten Sitzung am 12. Dezember 1933 en bloc durch Zuruf gewählt. 

## Mitglieder

### A
- Fritz Adam (1889–1945)
- Josef Adamczyk (1901–1971)
- Georg Ahlemann (1870–1945)
- Martin Albrecht (Frankfurt) (1893–1952)
- Herbert Albrecht (Thüringen) (1900–1945)
- Walter Aldinger (1904–1945)
- Werner Altendorf (1906–1945)
- Georg Altner (1901–1945)
- Ludolf von Alvensleben (1901–1970)
- Max Amann (1891–1957)
- Johann Appler (1892–1978)
- Günther Arndt, eingetreten am 11. Juli 1934 für Abg. Forschbach
- Alfred Arnold (1888–1960)
- Georg Ay (Quedlinburg) (1900–1997)

### B
- Heinrich Bachmann (1903–1945)
- Erich von dem Bach-Zelewski (1899–1972)
- Philipp Baetzner (1897–1961)
- Werner Ballauff (1890–1973)
- Paul Bang (1879–1945), Gast
- Robert Bauer (Dresden) (1898–1965)
- Josef Bauer (München) (1881–1958)
- Hans Baumann (1875–1951)
- Willy Becker (Frankfurt) (1890–1945)
- Hellmuth Becker (Hamburg) (1902–1962)
- Wilhelm Becker (Krefeld) (1891–1957)
- Adolf Beckerle (1902–1976)
- Hans Beeck (1896–1983), eingetreten am 9. Juli 1934 für Abg. Sauer (Sonneberg)
- Hermann Behme, (1900–1969)
- Erich Behrendt (1904–1941)
- Peter Bell (1889–1939)
- Theo Benesch (1899–1954)
- Robert Bergmann (1886–1966), Mandat am 6. Dezember 1934 für ungültig erklärt
- Wilhelm Beyer (Essen) (1885–1945)
- Heinrich Bichmann (1884–1945)
- Georg Biederer (1900–1967)
- Paul Binus (1901–1981)
- Franz Binz (1896–1965)
- Gottfried Graf von Bismarck-Schönhausen (1901–1949)
- Wilhelm Bisse (1881–1946)
- Willi Bloedorn (1887–1946)
- Joachim von Blücher (1888–1980), eingetreten am 3. April 1934 für Abg. von Morozowicz
- Helmut Böhme (1902–1945)
- Wilhelm Börger (1896–1962)
- Peter Börnsen (1896–1986)
- Wilhelm Bösing (1902–1949), eingetreten am 12. Juli 1934 für Abg. Schmid (München)
- Erich Boetel (1904–1940)
- Ernst Wilhelm Bohle (1903–1960)
- Heinrich Bohnens (1891–1952)
- Friedrich Bolte (1896–1959), Mandat am 26. November 1934 für ungültig erklärt
- Karl Bombach (1891–1945), eingetreten am 4. September 1934 für Abg. Ernst (Potsdam)
- Martin Bormann (1900–1945)
- Otto Born (Berlin) (1892–??), eingetreten am 23. April 1935 für Abg. Gercke
- Friedrich Boschmann (1903–1965)
- Philipp Bouhler (1899–1945)
- Fritz Bracht (1899–1945)
- Otto Braß (1887–1945)
- Rudolf Braun (1889–1975)
- Reinhard Bredow (1872–1945)
- Hugo Bruckmann (1863–1941)
- Karl Brück (1895–1964)
- Helmuth Brückner (1896–1951), Mandat am 6. Dezember 1934 für ungültig erklärt
- Paul Brusch (1884–??)
- Walter Buch (1883–1949)
- Otto Buchheister (1893–1966)
- Franz Buchner (1898–1967)
- Josef Bürckel (1895–1944)
- Eberhard Bütow (1894–1946)
- Hanns Bunge (1898–1966)
- Hans Burkhardt (1891–1948), eingetreten am 11. Juli 1934 für Abg. Freiherr von Schorlemer (Bremen)
- Wilhelm Busch (1892–1968)
- Rudolf Buttmann (1885–1947)

### C
- Heinrich Claß (1868–1953), Gast
- Walther von Corswant (1886–1942)

### D
- Otto Dahlem
- Werner Daitz
- Kurt Daluege (1897–1946)
- Richard Walther Darré (1895–1953)
- Hans Dauser
- Wilhelm Decker (Potsdam)
- Johann Deininger
- Karl Dempel
- Detlef Dern (1905–1941), eingetreten am 29. August 1935 für Abg. Leidenroth
- Georg von Detten (1887–1934), am 1. Juli 1934 im Zusammenhang mit dem sog. Röhm-Putsch ermordet
- Bruno Dieckelmann
- Hein Diehl
- Christoph Diehm
- Hans Dietrich (Coburg)
- Josef Dietrich (München) (1892–1966)
- Hans Dippel
- Hans Döring
- Carl Ludwig Doerr
- Otto Dörrenberg
- Andreas Dornieden, eingetreten am 15. Februar 1936 für Abg. Schmidt (Hildesheim)
- Ewald Dost
- Richard Drauz (1894–1946)
- Paul Drechsel
- Wilhelm Dreher
- Karl Dreier (Bückeburg)
- Otto Dreyer (Birkenfeld)
- Oskar Druschel
- Ernst Dürrfeld, eingetreten am 1. März 1935 gem. § 2 des Gesetzes über die Vertretung des Saarlandes im Reichstag
- Ernst Duschön

### E
- Friedrich Karl von Eberstein (1894–1979)
- Joachim Eggeling (1884–1945)
- Kurt Eichner, eingetreten am 1. März 1935 gem. § 2 des Gesetzes über die Vertretung des Saarlandes im Reichstag
- Kuno von Eltz-Rübenach (1904–1945)
- Johannes Engel
- Franz von Epp (1868–1947)
- Otto Erbersdobler
- Alfred Ernst (Halle)
- Karl Ernst (Potsdam) (1904–1934), am 30. Juni 1934 im Zusammenhang mit dem sog. Röhm-Putsch ermordet
- Hermann Esser (München) (1900–1981)
- Friedrich Everling, Gast

### F
- Hans Fabricius
- Oskar Farny (1891–1983), Gast
- Paul Faßbach
- Gottfried Feder (1883–1941)
- Rudolf Feick
- Otto von Feldmann, Gast
- Richard Fiedler (Berlin)
- Karl Fiehler (München) (1895–1969)
- Max Fillusch
- Curt Fischer (Berlin)
- Wilhelm Fischer (Olpe)
- Friedrich Karl Florian (1894–1975)
- Edmund Forschbach, (1903–1988) Gast, ausgeschieden am 10. Juli 1934
- Albert Forster (1902–1952)
- Hans Frank (1900–1946)
- Paul Franke (Liegnitz)
- Christian Franke (Münster)
- Roland Freisler (1893–1945)
- Kurt Frey
- Hans von Freyberg
- Hermann Freytag
- Axel Freiherr von Freytag-Loringhoven, Gast
- Wilhelm Frick (1877–1946)
- Erich Friedrich (Oldesloe) (1901–1971)
- Karl Friedrich (Seelow)
- Helmuth Friedrichs (Kassel)
- Karl Fritsch
- Fritz Fröhlich
- Otto Frowein
- Willy Fruggel, Mandat am 23. August 1935 für ungültig erklärt
- Oswald Fuchs
- Erich Fuchs (1894–1945), eingetreten am 26. Februar 1935 für Abg. Weißel (Insterburg)
- Hermann Funken
- Herbert Fust

### G
- Otto Gakenholz
- Paul Geburtig
- Richard Gehrig
- Achim Gercke, ausgeschieden am 9. April 1935
- Hans Gewecke
- Waldemar Geyer (Berlin)
- Paul Giesler (1895–1945)
- Adalbert Gimbel
- Joseph Goebbels (1897–1945)
- Heinrich Göckenjan
- Arthur Hugo Göpfert
- Hermann Göring (1893–1946)
- Artur Görlitzer (1893–1945)
- Karl Götz, eingetreten am 12. Juli 1934 für Abg. Hayn
- Otto Gohdes
- Carl Gottfried Gok, Gast
- Walter Gottschalk
- Georg Gradl
- Walter Granzow
- Hermann Grassl
- August Greim
- Friedrich Grimm (Essen) (1888–1959), Gast
- Wilhelm Grimm (München)
- Jacques Groeneveld
- Hans Gronewald
- Josef Grohé
- Hermann Groine (1897–1941)
- Wilhelm von Grolman
- Ferdinand Großherr
- Kurt Günther
- Karl Gutenberger
- Franz Gutsmiedl

### H
- Heinrich Haake
- Curt Haase (1897–??)
- Wilhelm Habbes
- Rudolf Habedank
- Theo Habicht
- Albert Hackelsberger, Gast
- Heinrich Hager
- Hermann Hansen, eingetreten am 19. Juni 1934 für Abg. Krummacher
- August Hallermann
- Karl Hanke (1903–1945)
- Hermann Harbauer, eingetreten am 4. September 1934 für Abg. von Heydebreck (Stettin)
- Paul Harpe
- Erich Hartmann
- Friedrich Haselmayr
- Daniel Hauer
- Anton Hauk
- Hans Hayn (1896–1934), am 30. Juni 1934 im Zusammenhang mit dem sog. Röhm-Putsch ermordet
- Willi Heer (1894–1961), Wahlkreis 26 (Franken)
- Wilhelm Heerde
- Karl Heidemann
- Adolf Heincke
- Edmund Heines (1897–1934), am 30. Juni 1934 im Zusammenhang mit dem sog. Röhm-Putsch ermordet
- August Heißmeyer (1897–1979)
- Wilhelm Helfer (1886–1954)
- Berthold Hell (1901–1945)
- Wolf Graf von Helldorff (1896–1944)
- Otto Hellmuth (1896–1968)
- Paul Hennicke
- Fred Henrich, ausgeschieden am 4. Oktober 1935
- Max Henze
- Willy Herbert
- Adolf Hergenröder
- Otto Hergt
- Adalbert Herwig
- Otto Herzog (1900–1945)
- Fritz Heß (Dannenfels)
- Rudolf Heß (München) (1894–1987)
- Arthur Heß (Plauen)
- Wilhelm Heuber
- Josef Heukeshoven
- Michael Heuschneider
- Max Heydebreck (Pommern)
- Hans Peter von Heydebreck (Stettin) (1889–1934), am 30. Juni 1934 im Zusammenhang mit dem sog. Röhm-Putsch ermordet
- Walter Heyse
- Ferdinand von Hiddessen, eingetreten am 12. Juli 1934 für Abg. Heines
- Konstantin Hierl (1875–1955)
- Richard Hildebrandt (Breslau) (1897–1952)
- Friedrich Hildebrandt (Schwerin) (1898–1948)
- Erich Hilgenfeldt (1897–1945?)
- Heinrich Himmler (1900–1945)
- Hans Hinkel (1901–1960)
- Adolf Hitler (1889–1945)
- Alfons Hitzler (1897–1945)
- Paul Hocheisen
- Heinrich Hockermann
- Paul Hoenscher
- Walter Hoevel
- Lorenz Hoffstätter
- Hans Georg Hofmann
- Eugen Holdinghausen
- Paul Holthoff
- Karl Holz (1895–1945)
- Artur Holzmann
- Friedrich Homann
- Karl Horn
- Ludwig Huber (Ibach)
- Ernst Huber (Reutlingen)
- Hans Huebenett
- Adolf Hühnlein (1881–1942)
- Alfred Hugenberg (1865–1951), Gast
- Kurt Huhnholz
- Heinrich Hunke

### I
- Heinrich Ilbertz
- Fritz Emil Irrgang
- Ernst Ittameier, eingetreten am 12. Juli 1934 für Abg. von Detten

### J
- Felix Jacke
- Franz-Werner Jaenke (Liegnitz)
- Dietrich von Jagow (1892–1945)
- Karl Janowsky
- Friedrich Jeckeln (1895–1946)
- Ernst Jenke (Breslau)
- Konrad Jenzen
- Fritz Johlitz
- Heinz-Hugo John
- Martin Jordan (Markneukirchen) (1897–1945)
- Rudolf Jordan (Halle) (1902–1988)
- Max Jüttner

### K
- Richard Kackstein
- Károly Kampmann
- Bernd Freiherr von Kanne
- Otto Kannengießer
- Wilhelm Karpenstein, Mandat am 3. August 1934 für ungültig erklärt
- Berthold Karwahne (1887–1957)
- Siegfried Kasche (1903–1947)
- Ernst Katzmann
- Karl Kaufmann (1900–1969)
- Walter Kaul (1903–1967)
- Friedhelm Kemper
- Wilhelm Keppler (1882–1960)
- Fritz Kern
- Hanns Kerrl (1887–1941)
- Heinrich Kersken
- Werner Rudolf Heinrich Keyßner (1903–1969)
- Peter Kiefer, eingetreten am 1. März 1935 gem. § 2 des Gesetzes über die Vertretung des Saarlandes im Reichstag
- Fritz Kiehn (1885–1980)
- Manfred Freiherr von Killinger (1886–1944)
- Dietrich Klagges (1891–1971)
- Josef Klein
- Fritz Kleiner, Gast
- Rudolf Klieber, eingetreten am 12. Juli 1934 für Abg. Sembach
- Adolf Kling
- Alfred Klostermann
- Xaver Knaup
- Heinrich Knickmann
- Adolf Kob
- Hans Karl Koch (Liegnitz) (1897–1934), am 1. Juli 1934 im Zusammenhang mit dem sog. Röhm-Putsch ermordet
- Erich Koch (Ostpreußen) (1896–1986)
- Walter Köhler (1897–1989)
- Hanns König
- Hellmut Körner (1904–1966)
- Martin Kohler
- Artur Kolb
- Wilhelm Koppe (1896–1975)
- Felix Kopprasch
- Albert Kost
- Heinrich von Kozierowski
- Ludwig Kraft
- Herbert Kraft (Karlsruhe), eingetreten am 19. Juni 1934 für Abg. Wasmer
- Walter Kramer (Frankfurt), Mandat am 23. März 1935 für ungültig erklärt
- August Kramer (Karlsruhe)
- Rudolf Krause
- Paul Krause (Dessau), eingetreten am 5. November 1935 für Abg. Loeper (Dessau)
- Fritz von Kraußer (1888–1934), am 30. Juni 1934 im Zusammenhang mit dem sog. Röhm-Putsch ermordet
- Moritz Kraut, eingetreten am 11. Februar 1936 für Abg. Schulze-Wechsungen
- Hans Krawielitzki
- Karl Krichbaum, eingetreten am 12. Juli 1934 für Abg. Ramshorn
- Wilhelm Kronsbein
- Werner Kropp, eingetreten am 10. Dezember 1934 für Abg. Bolte
- Friedrich-Wilhelm Krüger
- Erich Krüger (Crossen), eingetreten am 12. Juli 1934 für Abg. Schragmüller
- Gottfried Krummacher, ausgeschieden im April/Mai 1934
- Wilhelm Kube (1887–1943)
- Walter Kühle (Storkow)
- Gustav Adolf Kulisch
- Hans Kummerfeld
- Erich Kunz (Dresden)
- Richard Kunze (Berlin)

### L
- Franz Land
- Kurt Lasch
- Gustav Leidenroth, Mandat am 27. August 1935 für ungültig erklärt
- Fritz Lengemann, verstorben am 30. Mai 1934
- Georg Lenk (1888–?)
- Karl Lenz
- Robert Ley (1890–1945)
- Ernst Ludwig Leyser
- Ludwig Liebel
- Karl Linder (1900–1979)
- Karl Litzmann (Neuglobsow) (1850–1936)
- Martin Löpelmann
- Wilhelm Friedrich Loeper (Dessau) (1883–1935), verstorben am 23. Oktober 1935
- Hans von Loewenstein zu Loewenstein
- Lorenz Loewer (Bochum)
- Hinrich Lohse (1896–1964)
- Hans Lommel
- Werner Lorenz (1891–1974)
- Willi Luckner (1896–1975), eingetreten am 3. April 1934 für Abg. Seidel-Dittmarsch
- Hanns Ludin (1905–1947)
- Curt Ludwig
- Kurt Lüdtke
- Carl Lüer
- Friedrich-Wilhelm Lütt
- Viktor Lutze (1890–1943)
- Max Otto Luyken

### M
- Waldemar Magunia (1902–1974)
- Otto Maier (Stuttgart), verstorben am 18. Juli 1934
- Eugen Maier (Ulm)
- Josef Malzer
- Richard Manderbach
- Arno Manthey
- Fritz Marrenbach
- Willy Marschler (1893–1952)
- Karl Martin
- Kurt Martius
- Fritz Marx (Hennersdorf)
- Adolf Marx (Köln)
- Martin Matthiessen
- Wilhelm Meinberg
- Albert Meister
- Franz Merk
- Otto Merker
- Franz Metzner
- Fritz Meyer (Hamburg)
- Cuno Meyer (Weinböhla)
- Joachim Meyer-Quade
- Rudolf Michaelis
- Karl Minnameyer, eingetreten am 10. Dezember 1934 für Abg. Bergmann
- Paul Moder
- Max Moosbauer
- Elhard von Morozowicz, verstorben am 31. Januar 1934
- Karl Müller (Berlin)
- Hermann Müller (Magdeburg)
- Albert Müller (Trier)
- Friedrich Wilhelm Müller (Westfalen)
- Ludwig Münchmeyer
- Anton Mündler
- Michael Münster
- Wilhelm Murr (1888–1945)
- Martin Mutschmann (1879–1947)
- Ernst Mutz

### N
- Walter Nagel, Mandat am 3. August 1934 für ungültig erklärt
- Otto Naumann
- Hermann Neef
- Erich von Neindorff
- Walter Neul
- Friedrich Neven
- Heinrich Niem
- Gustav Nietfeld-Beckmann
- Heinrich Nietmann, eingetreten am 1. März 1935 gem. § 2 des Gesetzes über die Vertretung des Saarlandes im Reichstag
- Otto Nippold
- Erwin Nötzelmann

### O
- Hanns Oberlindober
- Josef Odendall
- Gustav Robert Oexle, eingetreten am 4. September 1934 für Abg. Maier (Stuttgart)
- Richard Ohling
- Ludwig Oldach, eingetreten am 12. Juli 1934 für Abg. Ritter von Kraußer
- Theodor Oppermann (Hannover)
- Ewald Oppermann (Königsberg) (1896–1965)
- Walter Ortlepp
- Egbert Otto
- Richard Owe

### P
- Heinrich Pahlings
- Hermann Paltinat
- Franz von Papen (1879–1969), Gast
- Fritz Paschold
- Ernst Penner, eingetreten am 26. Februar 1935 für Abg. Stülpner
- Carl Penzhorn
- Friedrich Peppmüller
- Karl Peschke
- Wilhelm Petzold
- Rudi Peuckert
- Alfred Pfaff
- Franz von Pfeffer
- Karl Pflaumer
- Ernst Ludwig Pies
- Franz Pillmayer
- Jakob Pirro
- Claus von Platen (Ostpreußen)
- Friedrich Plattner
- Eugen Plorin
- Siegfried Polack
- Karl Poppe
- Georg Poxleitner
- Richard Preiß (Gleiwitz)
- Alfred Preuß (Königsberg)
- August Wilhelm Prinz von Preußen (1887–1949)
- Hans-Adolf Prützmann (1901–1945)
- Johannes Puth

### Q
- Eugen Graf von Quadt zu Wykradt und Isny, Gast

### R
- Paul Arthur Rabe
- Walter Raeke
- Arthur Rakobrandt
- Hans Ramshorn (1892–1934), am 30. Juni 1934 im Zusammenhang mit dem sog. Röhm-Putsch ermordet
- Fritz Reckmann
- Otto Recknagel
- Wilhelm Redieß
- Theo Rehm
- Johannes von Reibnitz
- Willy Reichelt (1880–1946)
- Fritz Reinhardt (Berlin) (1895–1969)
- Karl Reinhardt (Kittelsthal) (1905–1968)
- Josef Alois Reinhart (Würzburg)
- Helmut Reinke
- Hans Reiter (Sachsen)
- Constantin Rembe
- Theodor von Renteln
- Carl Reuter (Stolberg)
- Heinrich Philipp Reutlinger, Mandat am 16. Februar 1935 für ungültig erklärt
- Ernst Graf zu Reventlow
- Joachim von Ribbentrop (1893–1946)
- Hans-Joachim Riecke
- Ernst Riemenschneider
- Josef Riggauer
- Friedrich Ringshausen
- Konrad Ritsch
- Heinz Roch (Essen)
- Ernst Röhm (München) (1887–1934), am 1. Juli 1934 im Zusammenhang mit dem sog. Röhm-Putsch ermordet
- Hermann Röhn (Heidelberg)
- Rudolf Röhrig
- Wilhelm Römer
- Erwin Rösener
- Carl Röver (1889–1942)
- Karl Rompel
- Wilhelm Rosenbaum (1880–1938), eingetreten am 7. November 1935 für Abg. Schneider (Leipzig)
- Alfred Rosenberg (1893–1946)
- Robert Roth (Baden) (1891–1975)
- Albert Roth (Liedolsheim) (1893–1952)
- Reinhold Roth (Mannheim)
- Ludwig Ruckdeschel (Bayreuth) (1907–1986)
- Willi Ruckdeschel (Potsdam)
- Gerhard Rühle (Berlin)
- Walter Ruppin
- Bernhard Rust (1883–1945)
- Erich Rußek

### S
- Carl Sattler
- Fritz Sauckel (1894–1946)
- Hans Sauer (Sonneberg), verstorben am 14. Juni 1934
- Hans Saupert
- Paul Schaaf
- Gerhard Schach
- Georg Schädler
- Johannes Schäfer
- Richard Schaller
- Rudolf Schaper (1881–1945)
- Peter Schaub, eingetreten am 1. März 1935 gem. § 2 des Gesetzes über die Vertretung des Saarlandes im Reichstag
- Hans Schemm (1891–1935), verstorben am 5. März 1935
- Wilhelm Schepmann (1894–1970)
- Ludwig Schickert, Mandat am 31. Januar 1935 für ungültig erklärt
- Hans Schiffmann
- Rudolf Schildmann
- Baldur von Schirach (1907–1974)
- August Schirmer, eingetreten am 12. Juli 1934 für Abg. Röhm (München)
- Eduard von Schleich
- Franz Xaver Schlemmer, eingetreten am 18. März 1935 für Abg. Schemm
- Fritz Schleßmann
- Karl Schlumprecht (1901–1970)
- Kurt Schmalz
- Ernst-Heinrich Schmauser
- Rudolf Schmeer
- Willy Schmelcher
- Albrecht Schmelt
- Wilhelm Schmid (München) (1889–1934), am 30. Juni 1934 im Zusammenhang mit dem sog. Röhm-Putsch ermordet
- Adolf Schmidt-Bodenstedt
- Paul Schmidt (Bottrop)
- Heinrich Schmidt (Hildesheim), ausgeschieden am 28. Januar 1936
- Fritz Schmidt (Kassel)
- Gustav Schmidt (Nauheim)
- Friedrich Schmidt (Stuttgart)
- Wilhelm Georg Schmidt (Wiesbaden)
- Adolf Schmidtsdorff
- Ernst Schmitt (Staudernheim)
- Peter Schmitt (Trier)
- Hermann Schmitz (Berlin), Ehrenabgeordneter der NSDAP
- Werner Schmuck
- Heinrich Schnee (1871–1949)
- Hermann Schneider (Eckersdorf)
- Erich Schneider (Leipzig), verstorben am 28. Oktober 1935
- August Schneidhuber (1887–1934), am 30. Juni 1934 im Zusammenhang mit dem sog. Röhm-Putsch ermordet
- Heinrich Schoene (1889–1945)
- Josef Schönwälder (1897–1972)
- Wilhelm Freiherr von Schorlemer (Bremen) (1888–1965), ausgeschieden am 10. Juli 1934
- Karl Friedrich Freiherr von Schorlemer (Volperhausen) (1886–1936), Gast
- Robert Schormann
- Alexander Schrader
- Konrad Schragmüller (1895–1934), am 1. Juli 1934 im Zusammenhang mit dem sog. Röhm-Putsch ermordet
- Ferdinand Schramm (Halstenbek)
- Otto Schramme (Münster)
- Wilhelm Schroeder (Döbeln)
- Georg Schroeder (Dresden)
- Walther Schröder (Lübeck)
- Karl Schröder (Schlochau)
- Franz Schubert (Saarlautern), eingetreten am 1. März 1935 gem. § 2 des Gesetzes über die Vertretung des Saarlandes im Reichstag
- Fritz Schuberth
- Albert Schüle (Wolfenbrück)
- Ferdinand Schürmann, eingetreten am 4. September 1934 für Abg. Nagel
- Siegfried Schug
- Walter Schuhmann (Berlin)
- Friedrich Graf von der Schulenburg (1865–1939), eingetreten am 4. September 1934 für Abg. Karpenstein
- Emil Schultz (Essen)
- Karl Schultz (Spandau)
- Rudolf Schultz (Stettin), eingetreten am 8. Juni 1934 für Abg. Voß
- Paul Schultze-Naumburg (1869–1949)
- Karl Schulz (Gelsenkirchen)
- Robert Schulz (Pommern)
- Friedrich Schulz (Stuttgart)
- Walther Schulze-Wechsungen, Mandat am 28. Januar 1936 für ungültig erklärt
- Wilhelm Schumann (Elberfeld)
- Werner Schwarz (Berlin)
- Ernst Schwarz (Düsseldorf)
- Wilhelm Schwarz (Memmingen)
- Franz Xaver Schwarz (München) (1875–1947)
- Franz Schwede (1888–1960)
- Gustav Schwiebert (Hannover)
- Wilhelm Schwinn
- Fritz Schwitzgebel
- Karl Seemann
- Hans Seibold
- Martin Seidel (Hessen), eingetreten am 4. September 1934 für Abg. Schneidhuber
- Siegfried Seidel-Dittmarsch, verstorben am 20. Februar 1934
- Walther Seidler
- Wilhelm Seipel (1903–1967)
- Franz Seldte (1882–1947)
- Karl Selig
- Nikolaus Selzner (1899–1944)
- Emil Sembach (1891–1934), am 30. Juni 1934 im Zusammenhang mit dem sog. Röhm-Putsch ermordet
- Joseph Seydel
- Karl Sieber (Oschatz)
- Ludwig Siebert (München) (1874–1942)
- Gustav Simon (Koblenz) (1900–1945)
- Karl Simon (Merseburg)
- Paul Skoda
- Johannes Slawik
- Heinrich Soest
- Walter Sommer (Dessau), Mandat am 26. Oktober 1934 für ungültig erklärt
- Otto Sommer (Stuttgart)
- Martin Spahn (1875–1945)
- Heinz Spangemacher, eingetreten am 30. Januar 1934 für Abg. Weiler
- Alfred Spangenberg
- Georg Sperber
- Karl Spiewok
- Jakob Sporrenberg (1902–1952)
- Jakob Sprenger (1884–1945)
- Fritz Springorum (1886–1942), Gast
- Oskar Stäbel
- Josef Ständer
- Bruno Stamer
- Peter Stangier
- Franz Schenk Freiherr von Stauffenberg, Gast
- Emil von Stauß (1877–1942), Gast
- Vinzenz Stehle
- Ernst Stein (Politiker, 1906)
- Walter Steineck, eingetreten am 19. Dezember 1934 für Abg. Brückner
- Walter Steinecke
- Helmut Stellrecht
- Franz von Stephani (1876–1939)
- Paul Sterzing
- Lothar Steuer, Gast
- Ernst Paul Stiehler
- Werner Stiehr
- Franz Stöhr
- Willi Stöhr (Frankfurt), eingetreten am 21. Februar 1935 für Abg. Reutlinger
- Alfred Straßweg
- Julius Streicher (1885–1946)
- Wilhelm Struve
- Werner Studentkowski
- Max Stülpner, ausgeschieden am 26. Februar 1935
- Emil Stürtz
- Martin Stumpf
- Heinrich von Sybel

### T
- Otto Telschow (1876–1945)
- Josef Terboven (1898–1945)
- Kurt Thiele (Bremen)
- Wilhelm Thiele (Hessen) (1897–1990), eingetreten am 23. April 1935 für Abg. Kramer (Frankfurt)
- Fritz Thyssen (1873–1951)
- Fritz Tiebel (Wittenberg)
- Max Tietböhl
- Fritz Tittmann
- Friedrich Triebel (Thüringen)
- Wilhelm Trippler, eingetreten am 10. Dezember 1934 für Abg. Sommer (Dessau)
- Oskar Trübenbach
- Albert Trumpetter
- Georg Trzeciak, eingetreten am 12. Juli 1934 für Abg. Koch (Liegnitz)
- Hans von Tschammer und Osten (1887–1943)
- Richard Türk

### U
- Alwin Uber
- Friedrich Uebelhoer
- Adalbert Ullmer
- Curt von Ulrich (1876–1946)
- Hans Ummen
- Heinrich Unger
- Paul Unterstab
- Gotthard Urban
- Georg Usadel

### V
- Heinrich Vetter (Hagen)
- Karl Vetter (Wanfried)
- Fritz Vielstich
- Albert Vögler (1877–1945), Gast
- Peter Vogt (Chemnitz)
- Konrad Volm, eingetreten am 4. Oktober 1935 für Abg. Henrich
- Paul Vorbeck
- Hermann Voß, verstorben am 3. April 1934

### W
- Otto Wacker
- Werner Wächter (Berlin)
- Fritz Wächtler (Weimar) (1891–1945)
- Otto Wagener (Berlin) (1888–1971)
- Robert Wagner (Baden) (1895–1946)
- Adolf Wagner (Bayern) (1890–1944)
- Josef Wagner (Bochum) (1899–1945)
- Richard Wagner (Darmstadt)
- Gerhard Wagner (München) (1888–1939)
- Karl Wahl
- Josias zu Waldeck und Pyrmont (1896–1967)
- Alexander Freiherr von Wangenheim
- Josef Wasmer, verstorben am 30. Mai 1934
- Julius Weber, eingetreten am 1. März 1935 gem. § 2 des Gesetzes über die Vertretung des Saarlandes im Reichstag
- Adolf Wedderwille
- Karl von Wedel-Parlow
- Kurt Wege
- Paul Wegener
- Nikolaus Wehner
- Bertram Weiler, ausgeschieden am 13. Dezember 1933
- Hans Weinreich (Merseburg)
- Karl Weinrich (Kassel) (1887–1973)
- Rudolf Weiß (Berlin)
- Wilhelm Weiß (München) (1892–1950)
- Waldemar Weißel (Insterburg), ausgeschieden am 26. Februar 1935
- Fritz Weitzel (Düsseldorf) (1904–1940)
- Wilhelm Welter, eingetreten am 1. März 1935 gem. § 2 des Gesetzes über die Vertretung des Saarlandes im Reichstag
- Martin Wendt
- Karl Wenzl
- Wilhelm Werner
- August Wetter (Koblenz)
- Otto Wetzel, eingetreten am 29. August 1935 für Abg. Fruggel
- Heinrich Wiese (1896–2000)
- Wilhelm Wigand
- Otto Wilkens (Winsen)
- Werner Willikens (Goslar)
- Toni Winkelnkemper
- Ludwig Winter
- Wilhelm Witthaus
- Curt Wittje
- Max Wockatz
- Heinz Wohlleben
- Hans Wolkersdörfer
- Udo von Woyrsch (1895–1983)
- Franz Hermann Woweries, eingetreten am 19. Juni 1934 für Abg. Lengemann
- Leonhard Wüchner, eingetreten am 21. Februar 1935 für Abg. Schickert
- Martin Wülfing
- Joachim Wünning
- Philipp Wurzbacher
- Lucian Wysocki

### Y
- Wolfgang Graf Yorck von Wartenburg

### Z
- Konrad Zahn
- Lorenz Zahneisen
- Hermann Zapf
- Karl Zech
- Robert Zeller (Stuttgart)
- Carl Zenner
- Willy Ziegler
- Oskar Zschake-Papsdorf